# Les Joyeuses Commères de Windsor
Pour les articles homonymes, voir Les Joyeuses Commères de Windsor (homonymie).
The Merry Wives of Windsor (littéralement : « Les joyeuses épouses de Windsor »), en français  Les Joyeuses Commères de Windsor, est une comédie de William Shakespeare, publiée en 1602, mais probablement écrite en 1597 ou auparavant.

## Contexte
Cette comédie aurait été écrite en moins de deux semaines à la demande de la reine Élisabeth Ire qui souhaitait revoir le personnage de Falstaff déjà présent dans Henri IV.

## Intrigue
Sir John Falstaff décide de courtiser Dame Page et Dame Ford, deux bourgeoises de Windsor. Les deux amies tiennent chez elles les cordons de la bourse et Falstaff est justement en manque d'argent. 
Il envoie la même lettre d'amour aux deux femmes, ne changeant que la signature. Quand les deux amies et confidentes découvrent la manœuvre, elles décident de s'amuser aux dépens du texte que l'on utilise. 
Dame Ford demande à Falstaff de venir chez elle quand son mari est absent. Falstaff accepte et se rend au rendez-vous. Maître Ford, averti, est sur les lieux. À l'arrivée du mari, Falstaff se cache avec quelques difficultés dans le panier à linge que les serviteurs déversent dans la Tamise. 
Dame Ford invite une nouvelle fois Falstaff et le stratagème recommence. Cette fois, lorsque le mari arrive, il tombe sur Falstaff déguisé en femme. Croyant avoir affaire à une sorcière, il le jette littéralement hors de la maison. 
Les deux femmes expliquent la situation à leurs maris et tous décident de se jouer une dernière fois de Falstaff. Dames  Ford et Page lui donnent un rendez-vous nocturne dans la forêt de Windsor, lui enjoignant de se déguiser en fantôme pour ne pas se faire reconnaître. Falstaff accepte volontiers. 
Entre-temps, Anne Page, la fille de Mistress Page est courtisée par trois prétendants. Slender, le choix de son père, Dr Caius, le choix de sa mère et enfin le jeune et beau Fenton qu'elle veut épouser. Tout le monde se donne rendez-vous dans la forêt. Anne échappe aux deux prétendants dont elle ne veut pas. Elle s'enfuit avec Fenton et l'épouse. Quant à Falstaff, il est pris à partie et ridiculisé par des enfants déguisés en fées et en lutins.

## Personnages
- Sir John Falstaff
- Bardolphe, Pistolet, Nym : membres de la bande de Falstaff
- Robin, page de Falstaff

- Page, bourgeois de Windsor
- Madame Page
- Anne Page, leur fille
- William Page, leur fils
- Fenton, amoureux d'Anne Page

- Ford, bourgeois de Windsor
- Madame Ford

- Shallow, juge de paix de campagne
- Slender, cousin de Shallow
- Simple, valet de Slender
- Sir Hugh Evans, curé (gallois)
- Docteur Caius, médecin (français), prétendant d'Anne Page
- Rugby, valet du docteur Caius
- Quickly, servante du Docteur Caius

- Hôte de la Jarretière[pas clair]

- Serviteurs

## Adaptations

### Opéras
- Falstaff, ossia Le tre burle, dramma giocoso[pas clair], livret de Carlo Propero Defranceschi, musique d'Antonio Salieri, créé en 1799 à Vienne.
- Falstaff, opéra en deux actes de Michael William Balfe, créé à Londres en 1838.
- Les Joyeuses Commères de Windsor (Die Lustigen Weiber von Windsor), opéra en trois actes de Otto Nicolai, créé à Berlin en 1849.
- Falstaff, opéra en trois actes de Giuseppe Verdi, sur un livret d'Arrigo Boito, créé à Milan en 1893.

### Télévision
- 1964 : Les Joyeuses Commères de Windsor, téléfilm de Roger Iglésis, texte français de Charles Charras, avec Jean Le Poulain (Falstaff)[2].
- 1970 : Les Joyeuses Commères de Windsor, dans Au théâtre ce soir, texte français de Charles Charras, mise en scène de Jacques Fabbri, avec Jacques Fabbri (Falstaff)
- 1982 : The Merry Wives of Windsor, téléfilm britannique réalisé par David Hugh Jones en 1982.

### Cinéma
- Les Joyeuses Commères de Windsor (Die Lustigen Weiber von Windsor), film autrichien réalisé par Georg Tressler en 1965.
- Falstaff, film réalisé par Orson Welles en 1965, d'après les pièces de Shakespeare Richard II, Henry IV, Henri V, Les Joyeuses commères de Windsor et celle de Raphael Holinshed The Chronicles of England

Le court métrage de Johnny Green intitulé Overture to the Merry Wives of Windsor a reçu l'Oscar du meilleur court métrage en 1954.